# Focke-Achgelis Fa 225
Focke-Achgelis Fa 225 – eksperymentalny niemiecki wojskowy wiroszybowiec transportowy zaprojektowany w okresie II wojny światowej na potrzeby Luftwaffe. Powstał tylko jeden egzemplarz.

## Historia
Podstawowym lekkim szybowcem transportowym Luftwaffe był bardzo udany DFS 230. Jedyną poważniejszą wadą tego szybowca (podobnie jak innych konstrukcji tego typu) było wymaganie odpowiedniego, dość dużego miejsca do lądowania. W odpowiedzi Heinrich Focke zaproponował zaprojektowanie wiroszybowca będącego w stanie wylądować na znacznie mniejszej powierzchni. Wiropłat nie był całkowicie nową konstrukcją, wykorzystywał on kadłub z szybowca DFS 230 (bez skrzydeł) i wirnik z helikoptera Focke-Achgelis Fa 223. Wirnik został zamontowany na pylonie wznoszącym się nad środkiem ciężkości wiropłatu, po obu stronach kadłuba umieszczono wzmocnione podwozie o długim skoku mające amortyzować lądowanie.
Średnica wirnika wynosiła 12 metrów, a masa własna wiropłatu wynosiła 905 kilogramów, maksymalna masa startowa wynosiła 2000 kilogramów.
Jeden egzemplarz Fa 225 zbudowano w 1942 i został oblatany w 1943. W porównaniu z tradycyjnymi szybowcami wiropłat mógł startować i lądować pod znacznie większym kątem, dobieg Fa 255 wynosił zaledwie osiemnaście metrów. Do holowania wiropłatu używano samolotu transportowego Junkers Ju 52, prędkość holowania wynosiła do 190 km/h.
Wiropłat nie wszedł do produkcji seryjnej, o czym zadecydował zapewne brak zapotrzebowania na taką konstrukcję w tym okresie.